# Фаргус Мультимедия
«Фа́ргус Мультиме́дия» — локализатор и издатель незаконных копий и производных компьютерных игр, распространявший свою продукцию в России и странах СНГ в 1996—2005 годах, одна из крупнейших пиратских групп в России. Переводами занимались, в основном, сотрудники, увлекающиеся компьютерными играми, работавшие как на оплачиваемой, так и на безвозмездной основе. Был ликвидирован как юридическое лицо в 2011 году. В массах прославился наибольшим «пиратским» тиражом лицензионного цифрового материала, когда-либо выпущенным на компакт-дисках. Девизы компании: «Только полный и качественный перевод», «Полностью на русском языке».

## История возникновения и взаимоотношения с компанией Акелла
По одной версии, основана отделившимся от компании «Акелла» (основана в 1993 году) коллективом переводчиков «Айвенго и Ко.» в 1996 году, по другой часто приводимой в интернете, но отрицавшейся руководством компании «Акелла», «Фаргус» все годы своего существования оставался тесно связанным с «Акеллой». Вот какие версии приводят сотрудники самих компаний:

Дмитрий Архипов, вице-президент и один из основателей компании «Акелла»
Когда мы основали Акеллу, была идея создавать качественные локализации зарубежных игр и издавать их в России. О разработке речи тогда не шло. Например, квесты от компании Sierra (King’s Quest, Space Quest и Quest of Glory). Одним из первых наших проектов был Full Throttle, потом были Myst и The 7th Guest.
Тогда не было четкого разделения на «Акеллу» и «Фаргус». Примерно в 1996 году внутри команды «Акеллы» был большой конфликт и он был связан с отношением к пиратству. Я и мой партнер Владимир Кудр были против пиратства, а один из компаньонов настаивал на пиратстве. Он считал, что не стоит заморачиваться насчет авторских прав. И «Фаргус», и «Акелла» произошли из одной команды. Но в итоге мы жестко разошлись и расстались отнюдь не друзьями.

В 90-е подобные конфликты решались достаточно жестко. Не хочу сейчас говорить о тех временах, но в итоге мы раскололись. Мы старались под маркой «Фаргуса» выпускать хорошие проекты и только потом пытались получить лицензию на Западе. Это было не очень правильно. 
Пётр Гланц, актёр озвучивания, бывший сотрудник компаний «Фаргус» и «Акелла»
«В какой-то момент от „Фаргуса“ отделилось легальное издательство „Акелла“, но связь между конторами все равно оставалась самая тесная. По сути, игра „Корсары“ была сделана на деньги, которые зарабатывал „Фаргус“, продавая пиратские диски».
Юрий Матвеев, разработчик компьютерных квестов: 
На волне дикой популярности «Рандеву с незнакомкой», «Акелла» в 2002 году тоже решилась взяться за производство эротических видеоквестов. Меня взяли туда, чтобы я с нуля набрал команду под это направление. Мы назвались Macho Studio. Несмотря на новый бренд, по сути это была дочерняя компания «Акеллы» — такая же, как «Фаргус». Мы сначала поселились на Фрунзенской, на соседней улице с «Фаргусом», а после переезда «Акеллы» на Савеловскую вообще оказались с «Фаргусом» в одном помещении. Благодаря этому, кстати, в игре «Плоды желаний» в роли маньяка у нас снялся Петр Гланц.
Как минимум до октября 1999 года офисы «Акеллы» и «Фаргуса» базировались по соседству, в одном доме по адресу улица 2-я Фрунзенская, дом 10, корпус 1.

## Деятельность компании
Начав свою деятельность в 1996 году «Фаргус» быстро стал эталоном качественной локализации компьютерных игр. При этом «Фаргус» занимался локализацией и выпуском только не имевших официальных издателей в России, игр западный студий: «„Фаргус“ никогда не издавал продукты, уже купленные официальными издателями, — это было политическое табу».

Пётр Гланц вспоминает что высокая маржинальность пиратского бизнеса и отсутствие на первых порах серьёзных конкурентов, позволяли выпускать высококачественные локализации игр, в том числе с привлечением профессиональных актёров озвучания. Ситуация радикально изменилась когда в конце 1997 года ряд сотрудников во главе с менеджером склада Фаргуса организовала сходную компанию «Седьмой волк», ставшую одним из главных конкурентов на пиратском рынке 

Дело в том, что после того, как «7 Волк» отпочковался от «Фаргуса», на рынке возникла большая конкуренция. По сути, выигрывал тот, кто первым выбросит тираж на рынок, при этом качество конечного продукта было не сказать чтобы важно. Раньше же не выходило столько игр, сколько сейчас. Люди ждали совершенно определённые релизы, ходили чуть ли не каждый день в эти палатки, спрашивали: «А есть у вас? Появилась? А вышла?» Отсюда и схема, что выигрывает тот, кто первым выкинет пачку дисков, пусть даже с кривым-косым переводом. Даже такой тираж разлетался моментально. 
Такая ситуация вынудила и «Фаргус» начать выпускать на рынок подобные локализации, при этом зачастую позже выпускались уже высококачественные локализации тех же игр (с полным озвученным переводом диалогов) обычно с логотипом «Фаргус Gold».

Любопытна в этой связи оценка данная обоим пиратским компаниям Дмитрием Архиповым 
С «Фаргусом» мы поддерживали достаточно конструктивные отношения: и если они ещё были не столько пиратами, сколько корсарами или каперами (смеётся), то «Седьмой волк» — вообще отморозки. Это люди, с которыми мы не хотели иметь ничего общего 
В 1998 году появился сайт Fargus.com, на котором оказывалась круглосуточная техподдержка и выкладывались свежие патчи фаргусовских игр. На сайте также работал форум, публиковались анонсы переводов, новости из мира компьютерных игр, происходило общение разработчиков с пользователями. К 1999 году серьёзной проблемой для «Фаргуса» стала деятельность конкурирующих пиратских групп из Беларуси и Украины выпускавших свои диски с низкокачественными машинными (так называемыми «промтовскими») переводами, копируя логотип и оформление дисков «Фаргуса», что подрывало сложивший авторитет пиратского бренда 
Время было забавное. Спорные вопросы решались очень просто. Я сам видел, «Фаргусу» помогали ребята в плащах и на черных «Гелендвагенах». Когда наши украинские братья повадились закидывать в московские ларьки поддельные диски с логотипами «Фаргус Gold», это вызвало у руководства «Фаргуса» жуткий мандраж. И вот эти «пессимисты» приезжали на Митинский радиорынок или на «Горбушку», точек было не так много. Пара поломанных ребер и разбитых ларьков, и на время все вставало на свои места. 
Также одной из мер призванной выделить локализации «Фаргуса» из моря конкурирующей продукции, стали новые, порой крайне экстравагантные, названия локализованных игр, придуманные сотрудниками «Фаргуса». Так например игра Stunt GP получила название «Хачи-трюкачи», а Midtown Madness — «Засранцы против ГАИ».
1 ноября 1999 года лидер команды, Web-мастер и переводчик, Иван «Айвенго» Гуляев трагически погиб в автокатастрофе, сообщение об этом вместе с соболезнованиями, появилось на сайте «Фаргуса». После гибели «Айвенго» на ведущие роли вышла новая, организованная в 2000 году, группа переводчиков «Jester's Studio» лидером которой стал Михаил «BrokenOne» Волошин.

В XXI веке ухудшение конъюнктуры на пиратском рынке, вызванное конкуренцией с другими пиратскими группами, удешевлением и массовым распространением записывающих CD-RW приводов и начавшимся обелением рынка с выпуском дешевых лицензионных дисков, привело к постепенному сворачиванию проекта «Фаргус». Компания трансформировалась — легальные продукты «Акеллы» постепенно вытеснили неофициальные. Как вспоминает работавший тогда в компании «Акелла» художник Юрий «Ursus» Рогач
Все знают, что «Фаргус» и «Акелла» — это было нечто общее. Но официально «Фаргус» прикрыли при появлении Bethesda, как издателя. Когда делали «Корсары 2» — вспоминать это было неприлично. Ситуацию сильно портило то, что в Украине уже была контора «пиратских пиратов» под маркой «Фаргус», которая доила рынок, используя привычные названия, шрифты и оформление. Вот тут 100 % уверен — там никакой ноги «Акеллы» не было. 
Заявление Юрия Рогача в целом коррелирует с оценкой пользователей портала Old-games.ru — последние однозначно выпущенные «Фаргусом» диски с высококачественными локализациями относят именно к 2003 году (год выхода «Корсаров 2»). Более поздние издания 2004—2005 годов либо откровенные подделки под «Фаргус», либо весьма сомнительные релизы невысокого качества.

## Проблемы с правоохранительными органами
6 октября 1999 года Ассоциацией по борьбе с компьютерным пиратством (АБКП) совместно с милицией, был проведён рейд против компании «Фаргус». Сообщение с подробностями этого мероприятия появилось на сайте АБКП 
Совместно с Управлением «Р» МВД РФ было проведено очередное мероприятие направленное на пресечение фактов реализации «пиратских» компакт-дисков с программными продуктами для персонального компьютера. В ходе предварительных проверок был выявлен оптовый склад по адресу: ул. Орджоникидзе, принадлежащий, как впоследствии выяснилось, компании «Сьерра 1», работающей под торговой маркой «Фаргус» По вышеуказанному адресу на территории НИИ Текстильной промышленности были обнаружены помещения в которых реализовывались компакт-диски, что подтвердилось наличием стенда с образцами реализуемой продукции, большим количеством накладных и показаниями покупателей. В ходе проведенных опросов присутствующих в данных помещениях лиц, выяснилось, что на складе действительно реализовывались «пиратские» компакт-диски. Надо отметить и следующее, что во время оформления документов, на склад приехал представитель фирмы «Акелла» и заявил, что «Фаргус» является дистрибьютором фирмы «Акелла» и это подтверждается многочисленными договорами на реализацию находящейся на складе продукции. Впоследствии, присутствующий на складе гражданин Шуменков Алексей Павлович, взявший на себя ответственность за склад, при даче объяснений показал, что вся оргтехника находящаяся в помещениях склада и использовалась для учёта реализуемых компакт-дисков и печати накладных, была предоставлена фирмой «Акелла». Так же гражданину Шуменкову по его словам, была дана инструкция о выключении техники при появлении посторонних в помещении склада. Вся находящаяся на складе продукция и оргтехника, была опечатана и изъята, о чём составлен соответствующий протокол. 

## Юридические коллизии вокруг бренда Фаргус
В 2003 году компания была зарегистрирована владельцами как ООО «Фаргус-М» и получила права на использование марки «Фаргус». Предполагалось выпускать легальные переводы, используя раскрученный бренд «чёрного рынка». Однако к этому времени доверие к бренду со стороны покупателей было окончательно подорвано другими «пиратскими» издателями, наводнившими рынок брендовыми подделками дисков Фаргуса, на деле представлявшими собой некачественные машинные переводы самых востребованных игр. В 2005 году владельцами бренда была предпринята попытка защитить товарный знак «Фаргус». По заявлению Дмитрия Архипова в интервью 2018 года
На тот момент бренд «Фаргус» принадлежал компании «Акелла». Мы купили его, чтобы прекратить пиратство. В 90-х годах под этим брендом выпускались все. В Украине, Беларуси. И в суде было гораздо проще защитить торговую марку, что мы и делали. Мы не ставили цели борьбы с пиратством как с явлением, мы боролись с кражей нашей продукции.
Юрист компании «Фаргус» заявил:

Мы используем исключительно гражданско-правовые методы, подаём иски в суд, делая пиратство экономически невыгодным. Даже если этот товарный знак ассоциируется на рынке с пиратской продукцией, это не препятствует его законному использованию.

Это был беспрецедентный случай в российской судебной практике — слушалось дело о защите известного товарного знака «чёрного рынка» от посягательств других «пиратов». 1 февраля 2005 года иск «Фаргуса» к владельцу одной из торговых точек был отклонён.
Абсурдность иска отмечалась авторитетными изданиями, экспертами в области права, высокопоставленными чиновниками. В частности, член московской комиссии по безопасности информационного рынка Олег Яшин сказал:

То, что предметом судебного разбирательства становится маркировка, постоянно присутствующая на контрафактных дисках, вызывает массу вопросов и свидетельствует о явных недочётах в организации борьбы с пиратством.

Владельцы компании не были удовлетворены вынесенным решением и заявляли о готовящихся новых исках, которые, однако, не последовали. Новые переводы игр перестали поступать на рынок, а вскоре был закрыт и официальный сайт компании — последнее обновление относилось к концу июля 2005 года. В мае-июне 2011 года сайт был отключён.
Глава антипиратской ассоциации «Русский щит» Юрий Злобин в дальнейшем назвал «Фаргус» одним из самых известных пиратских брендов в России. В прессе, в свою очередь, высказывались также мнения, что «Русский щит» не заинтересован в полном исчезновении контрафактных игр, поэтому защищает наравне как правообладателей, так и пиратские компании, среди которых «Фаргус» занимает далеко не последнее место.

## Переводы Фаргуса в легальных онлайн-магазинах
В марте 2016 года появилась информация что онлайн-магазин старых компьютерных игр GOG добавит несколько пиратских локализаций от «Фаргуса» в свою библиотеку. Олег Клаповский, старший вице-президент GOG.com по развитию бизнеса, объяснил, как все происходит 
Мы договариваемся с компанией, обладающей сейчас всеми правами на локализации «Фаргуса». Потом идем к правообладателям этих игр и говорим, что у нас появились права на вот эти локализации, и не против ли вы, если мы приложим их к вашей игре как дополнительный бесплатный материал. Обычно они соглашаются. Есть и те, что изумляются: ничего себе, наша игра когда-то переводилась?! Приходится объяснять, что это культовая вещь.